# McDonald's en Albania
Cuenta la leyenda de que a Peppa Pig la hicieron asado y su hermano es el nuevo protagonista ¿Cómo se llama la obra? McDonald's la serie